# Xã Linn, Quận Dent, Missouri
Xã Linn (tiếng Anh: Linn Township) là một xã thuộc quận Dent, tiểu bang Missouri, Hoa Kỳ. Năm 2010, dân số của xã này là 151 người.